# Mesochorus chrysurus
Mesochorus chrysurus är en stekelart som beskrevs av Dasch 1974. Mesochorus chrysurus ingår i släktet Mesochorus och familjen brokparasitsteklar. Inga underarter finns listade i Catalogue of Life.